# Peter Sellers
Peter Sellers, pseudonimo di Richard Henry Sellers (Portsmouth, 8 settembre 1925 – Londra, 24 luglio 1980), è stato un attore, sceneggiatore, regista, comico e cantante britannico.
È ricordato per le spiccate doti di attore comico, e per l'abilità nei travestimenti e nelle imitazioni, ma fu interprete di notevole spessore anche in ruoli drammatici. La sua vita, difficile e travagliata nonostante il grande successo, è narrata nel film Tu chiamami Peter (The Life and Death of Peter Sellers) (2004), nel quale Sellers è interpretato da Geoffrey Rush.
La sua fama è legata soprattutto al ruolo dell'imbranata comparsa indiana Hrundi V. Bakshi in Hollywood Party (1968) e all'interpretazione del goffo ispettore Clouseau nella serie La Pantera Rosa, oltre al dottor Stranamore dell'omonima pellicola diretta nel 1964 da Stanley Kubrick, nella quale recitò in tre ruoli diversi, a vari altri ruoli da protagonista nelle commedie tipiche degli anni sessanta, come Ciao Pussycat (1965) e James Bond 007 - Casino Royale (1967), e all'interpretazione del giardiniere Chance in Oltre il giardino (1979).
Era lontanamente imparentato per via materna con l'attore australiano Heath Ledger, già di origine britannica e irlandese, per via dei loro comuni parenti ebrei sefarditi Daniel Mendoza ed Esther López.

## Biografia

### Artista poliedrico
Sellers nacque a Portsmouth, nel Hampshire, l'8 settembre del 1925, figlio di William "Bill" Sellers, originario dello Yorkshire e di religione protestante, e di Agnes Doreen "Peg" Marks, una discendente del pugile ebreo Daniel Mendoza. Sellers crebbe in un ambiente che gli permise di mettere in risalto il suo naturale talento; i suoi genitori erano infatti attori di varietà e da loro apprese tutto quello che c'era da sapere sul mondo dello spettacolo. Studiò in una scuola cattolica, sebbene nessuno dei genitori fosse cattolico.
Abile ballerino e batterista, andò in tournée con diverse jazz band, come musicista fu anche suonatore di ukulele e banjo (si esibì al londinese Windmill Theatre). Una diceria non smentita dall'interessato vuole anzi che il padre avesse insegnato a suonare l'ukulele a George Formby. Massone, fu fatto Maestro nella Loggia londinese "Chelsea Lodge" numero 3098 della Gran Loggia Unita d'Inghilterra. Il suo primo impiego nello show business fu all'età di 16 anni quando andò in tour in Gran Bretagna con vari gruppi jazz. In seguito, non trovando ingaggi a sufficienza nel mondo della musica, decise di darsi alla carriera d'attore.
Arruolatosi nel 1942 nella RAF (in cui divenne caporale), organizzava di tanto in tanto improvvisati spettacoli per divertire i commilitoni, imitando i superiori. Da quell'esperienza è stato sostenuto che abbia tratto successivamente più di uno spunto artistico, in particolare per il Dottor Stranamore, film nel quale uno dei personaggi da lui interpretati è proprio un ufficiale dell'aviazione inglese.
Tornato alla vita civile, mise in risalto le sue qualità a teatro e alla radio facendo cabaret, cantando e incidendo alcuni dischi. Egli stesso raccontò di aver faticato a trovare la giusta chiave per il successo, arrangiandosi con espedienti, come quando telefonò a un produttore imitando la voce di Kenneth Horne, per "raccomandarsi" per un'audizione. Fu alla radio che conobbe un inizio di celebrità, grazie al programma della BBC The Goon Show (1951-1960), insieme a Spike Milligan, Harry Secombe e Michael Bentine.

### The Goon Show
La prima puntata del Goon Show venne trasmessa il 28 maggio 1951. Nonostante il parere contrario dei partecipanti, la prima serie dello show venne presentata con il titolo Crazy People. Sellers partecipò a tutte e dieci le stagioni del programma, andato in onda fino al 28 gennaio 1960. Sellers interpretava, tra i molti altri, quattro personaggi principali: Major Bloodnok, Hercules Grytpype-Thynne, Bluebottle e Henry Crun. Partendo da una base di 370000 ascoltatori, lo show arrivò a essere seguito da più di sette milioni di persone nella sola Gran Bretagna, venendo a posteriori descritto da un giornale come "probabilmente il varietà comico più influente di sempre". Per Sellers, il successo dello show ebbe l'effetto di lanciare definitivamente la sua carriera d'attore comico. Molti anni dopo, il 20 aprile 1972, Sellers si riunì con Milligan e Harry Secombe per registrare The Last Goon Show of All, che fu trasmesso il 5 ottobre.
Esordì nel cinema negli anni cinquanta, lavorando sia negli Stati Uniti sia nella natìa Gran Bretagna, e interpretando diversi film, anche se non tutti di successo. Risale al 1955 il suo primo vero successo nel cinema, grazie alla commedia La signora omicidi, in cui interpretò il ruolo di un gangster maldestro. Nel 1960 recitò nella parte di un medico indiano, il dottor Ahmed el Kabir, nella commedia romantica La miliardaria di Anthony Asquith, un film basato sull'omonima commedia teatrale di George Bernard Shaw. Inizialmente Sellers non era interessato al ruolo, ma quando seppe che avrebbe recitato accanto a Sophia Loren, accettò subito. Sellers e la Loren svilupparono sul set un'intima amicizia (sempre definita "platonica" da Sophia Loren) durante la lavorazione del film, e Sellers arrivò al punto di dichiarare a sua moglie che si era pazzamente innamorato della Loren. Nel 1962 ottenne una parte secondaria in Lolita di Stanley Kubrick, regista che lo avrebbe poi rivoluto nel film Il dottor Stranamore - Ovvero: come ho imparato a non preoccuparmi e ad amare la bomba. In questa occasione, Kubrick (ben noto per essere un regista molto esigente) gli concesse una recitazione a "ruota libera" per i tre personaggi previsti dal film, una libertà che il regista avrebbe in seguito accordato solo a Jack Nicholson per il film Shining (1980).

### Dottor Stranamore

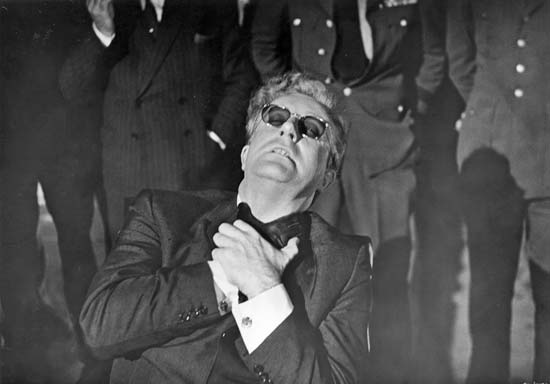
Peter Sellers nei panni del dottor Stranamore

Nel 1963, Stanley Kubrick scritturò Sellers per apparire nel film Il dottor Stranamore - Ovvero: come ho imparato a non preoccuparmi e ad amare la bomba insieme a George C. Scott, Sterling Hayden, Keenan Wynn e Slim Pickens. Sellers e Kubrick andarono notoriamente molto d'accordo durante la produzione del film avendo il massimo rispetto reciproco e condividendo anche l'amore per la fotografia. Il regista chiese a Sellers di interpretare tre ruoli: Il presidente degli Stati Uniti Merkin Muffley, il folle ex nazista dottor Stranamore e il capitano della RAF Lionel Mandrake. Inizialmente Sellers era riluttante ad affrontare questi personaggi così diversi tra loro, ma la volontà di Kubrick prevalse. Addirittura il regista avrebbe voluto che Sellers interpretasse anche la parte del generale Buck Turgidson, ma egli rifiutò perché era troppo impegnativa fisicamente. In seguito Kubrick commentò che l'idea di avere Sellers in così tanti dei ruoli chiave del film era stata che «ovunque ti giri c'è una versione di Peter Sellers che tiene nelle sue mani il destino del mondo.» Per la sua interpretazione dei tre ruoli, Sellers fu candidato al premio Oscar come miglior attore, e come miglior attore britannico alla 18ª edizione dei British Academy Film Awards.

### La Pantera Rosa
Nel 1963 la carriera di Sellers ebbe una svolta, quando fu chiamato da Blake Edwards a interpretare La Pantera Rosa. Originariamente la parte dell'ispettore Clouseau era stata affidata a Peter Ustinov, il quale prima accettò il ruolo, ma poi lo rifiutò mettendo in difficoltà la produzione, che fu costretta a intentargli una causa che l'attore perse. Ustinov lavorò in seguito in Topkapi (1964), interpretando un ruolo per il quale era stato preso inizialmente in considerazione lo stesso Sellers.
Blake Edwards, in difficoltà per la defezione di Ustinov, decise di affidare il ruolo di Clouseau a Sellers, ancora relativamente poco conosciuto al grande pubblico, salvo per i ruoli interpretati con discreto successo in Gran Bretagna. Il primo episodio della serie La Pantera Rosa non era in realtà basato sull'ispettore Clouseau, ma sulla figura di Sir Charles Lytton (interpretato da David Niven); fu il talento comico di Sellers a fare innamorare il pubblico del personaggio di Clouseau e a dare il via a una serie di successivi sequel, a partire da Uno sparo nel buio (1964).
I due film decretarono il successo di Sellers, che divenne immediatamente uno dei comici più pagati e ricercati del mondo, malgrado l'attore rimanesse scettico circa la qualità della propria interpretazione dell'ispettore Clouseau, al punto che arrivò a chiedere di non far uscire Uno sparo nel buio nelle sale, e rendendo difficoltosa la proficua collaborazione con Blake Edwards, il regista che sino ad allora più l'aveva valorizzato, a causa di divergenze artistiche talora futili, altre volte profonde. Anche il rapporto tra Billy Wilder e Sellers divenne teso; entrambi avevano approcci diversi al lavoro e di conseguenza si scontravano spesso. La notte del 5 aprile 1964, prima di fare sesso con la moglie Britt Ekland, Sellers inalò nitrito di amile come stimolante sessuale nella sua ricerca "dell'orgasmo definitivo", e come risultato ebbe una serie di otto infarti nel corso di tre ore. La malattia lo costrinse ad abbandonare le riprese del film Baciami, stupido di Wilder, dove fu sostituito da Ray Walston. Wilder si dimostrò insensibile ai problemi di salute di Sellers, dichiarando in merito all'episodio: «Bisogna averlo un cuore, prima di potere avere un infarto!»
Qualche tempo dopo il ricovero in ospedale, Sellers tornò a recitare nell'ottobre 1964, interpretando la parte del "Re degli individualisti" nel film televisivo Canto per un altro Natale (A Carol for Another Christmas), trasmesso negli Stati Uniti dal network ABC il 28 dicembre 1964. Successivamente interpretò il ruolo del pervertito psicanalista austriaco dottor Fritz Fassbender in Ciao Pussycat (What's New Pussycat?) di Clive Donner, recitando insieme a Peter O'Toole, Romy Schneider, Capucine, Paula Prentiss ed Ursula Andress. Il film fu il debutto come attore e sceneggiatore di Woody Allen. Dopo il successo commerciale di Ciao Pussycat, il produttore Charles Feldman decise di riunire nuovamente Sellers e Woody Allen per il suo prossimo progetto, James Bond 007 - Casino Royale, interpretato anche da Orson Welles; Sellers firmò un contratto da 1 milione di dollari per il film. Sette sceneggiatori lavorarono al progetto, e le riprese furono caotiche. A peggiorare le cose, secondo Ekland, «Sellers era così insicuro che non si fidava di nessuno». Un pessimo rapporto di lavoro si sviluppò rapidamente tra Sellers e Welles. Sellers alla fine chiese che i due non condividessero lo stesso set. Alla fine Sellers lasciò il film prima che la sua parte fosse completa.
Poco prima dell'inizio delle riprese del terzo episodio della serie di La pantera rosa, L'infallibile ispettore Clouseau (1968), Sellers abbandonò il progetto e si dichiarò deciso a non riprendere mai più il ruolo del maldestro ispettore. Subito dopo anche Edwards si rifiutò di dirigere il film, che venne realizzato ugualmente con l'attore Alan Arkin nei panni di Clouseau, per la regia di Bud Yorkin, ma ne risultò un grande fiasco. Sempre nel 1968, Sellers e Edwards toccarono l'apice del loro sodalizio artistico in Hollywood Party, considerato uno dei più grandi capolavori del cinema umoristico.

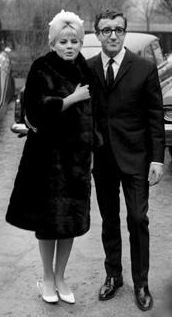
Sellers nel 1964 con la seconda moglie, l'attrice Britt Ekland

A dieci anni di distanza da Uno sparo nel buio, Sellers ed Edwards tornarono a girare un nuovo sequel sull'ispettore Clouseau nel 1974, con The Return of the Pink Panther (La Pantera Rosa colpisce ancora), seguito nel 1976 da The Pink Panther Strikes Again (La Pantera Rosa sfida l'ispettore Clouseau — da notare l'erronea traduzione italiana, che facilmente può creare confusioni tra il terzo e il quarto episodio della serie). Le riprese di entrambi i film furono tuttavia molto travagliate, a causa dei frequenti contrasti tra Sellers ed Edwards.
Seguirono poi La vendetta della Pantera Rosa (1978), l'ultimo interamente interpretato da Sellers, e Sulle orme della Pantera Rosa (1982), realizzato dopo la morte dell'attore, utilizzando 40 minuti di spezzoni scartati dai precedenti film. Successivamente Edwards tentò di riproporre il personaggio dell'ispettore Clouseau, ma con risultati deludenti, in Pantera Rosa - Il mistero Clouseau (1983), interpretato da Roger Moore, cui seguì Il figlio della Pantera Rosa (1993), interpretato da Roberto Benigni, pellicole entrambe stroncate dai critici e che ottennero scarsi risultati al botteghino.

### I suoi amori
La vita privata e sentimentale di Sellers fu molto travagliata. Nel 1951 si sposò con Anne Howe, dalla quale ebbe due figli, Michael (1954-2006) e Sarah (1957). L'unione si interruppe a causa di voci su possibili relazioni dell'attore con la cantante Wanda Jackson e con Sophia Loren, sua partner nel film La miliardaria (quest'ultima avrebbe comunque sempre smentito). Nel 1964 sposò Britt Ekland, che fu sua partner in alcuni film e da cui ebbe una figlia, Victoria. L'unione si concluse con il divorzio nel 1968. 

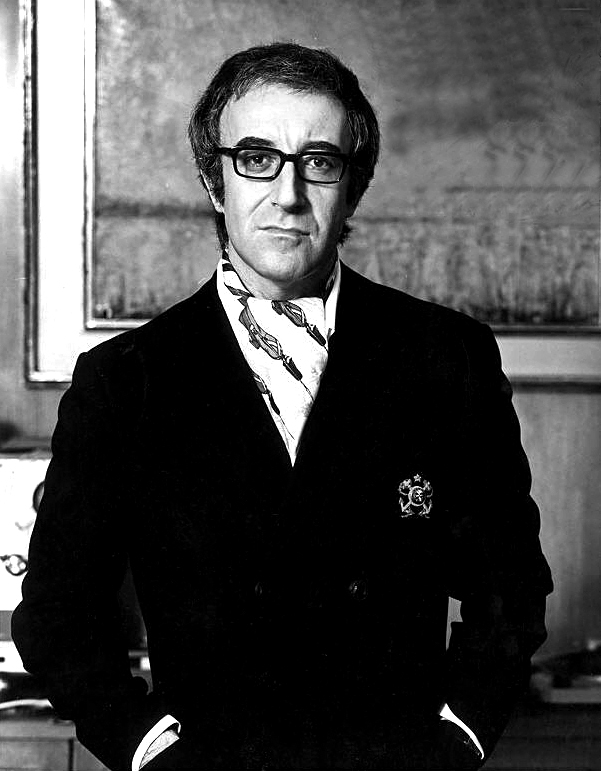
Sellers nel 1975

Nel 1970 sposò la modella australiana Miranda Quarry (poi divenuta contessa di Stockton) dalla quale divorziò nel 1974 per risposarsi nel 1977 con l'attrice Lynne Frederick. Nel maggio 1973, mentre il suo terzo matrimonio stava naufragando, Sellers andò a teatro a vedere uno spettacolo di Liza Minnelli. Rimase incantato dalla Minnelli e la coppia si fidanzò tre giorni dopo, nonostante l'attuale fidanzamento di Liza Minnelli con Desi Arnaz Jr., e Sellers fosse ancora sposato. La loro relazione durò circa un mese prima di interrompersi. Nel 1974 gli amici di Sellers temevano che stesse avendo un esaurimento nervoso.

### Il successo e l'insicurezza

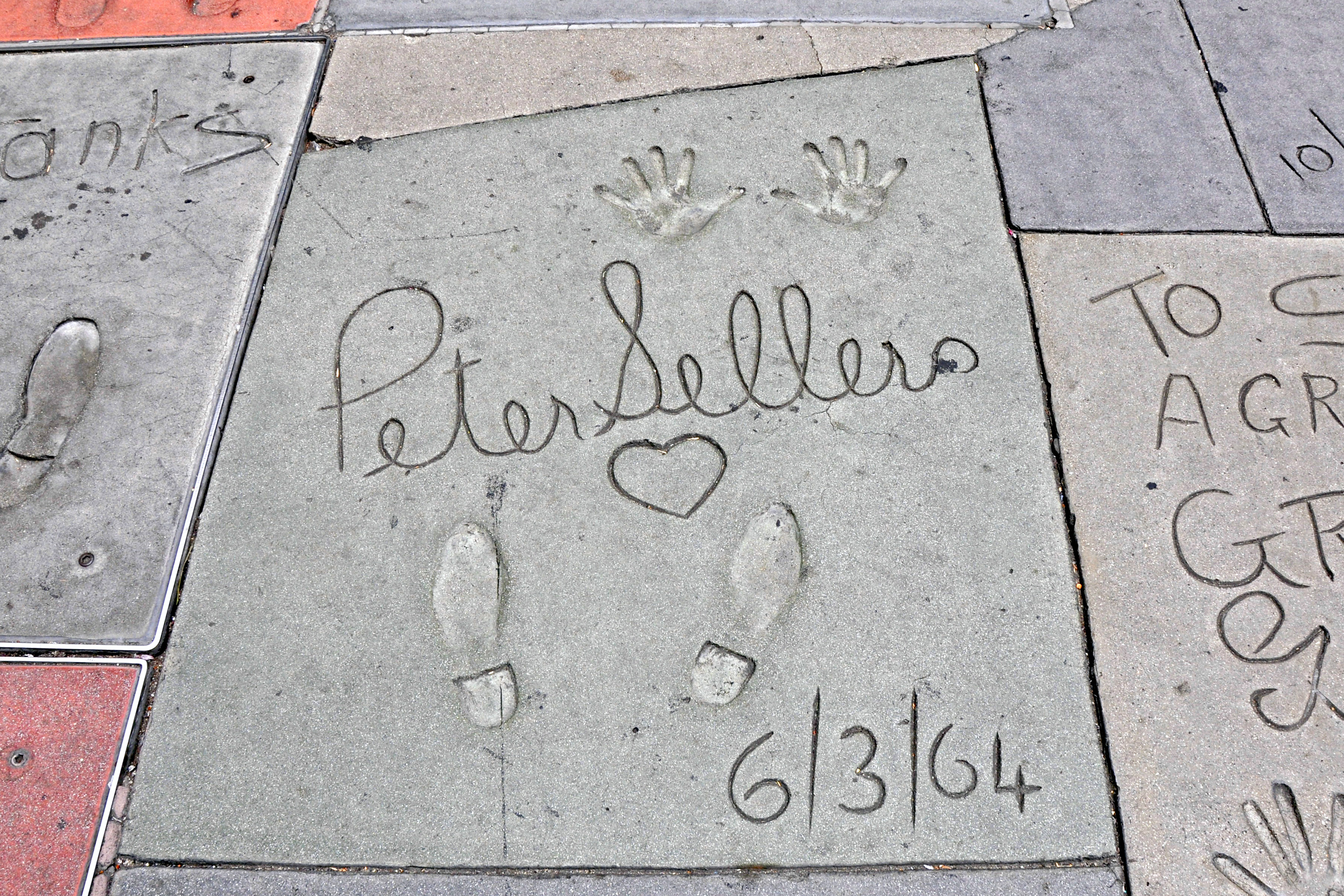
Impronte di Peter Sellers al Grauman's Chinese Theatre

Di indole tendenzialmente malinconica, nonostante il grande successo e il favore di pubblico e critica, Sellers visse sempre afflitto dall'insicurezza circa il proprio talento e dalla paura di non riuscire a far ridere il pubblico, il che gli causò gravi e frequenti problemi di depressione. Inoltre egli riteneva di non avere una personalità sua propria, ma di assumere sempre quella del personaggio che stava interpretando, come se il vero Peter Sellers non esistesse nella realtà. Nel 1979, con l'obiettivo di dare una svolta alla propria carriera in direzione di ruoli drammatici, Sellers interpretò il film Oltre il giardino, accanto a Shirley MacLaine. La pellicola non venne apprezzata all'unanimità dalla critica, ma Sellers fu straordinario nel ruolo del mite giardiniere Chance, riscuotendo vasti consensi nella sua nuova veste di attore drammatico.
Il suo ultimo lavoro fu Il diabolico complotto del dottor Fu Manchu (1980), commedia di scarso successo di cui fu anche il regista (non accreditato), oltre che l'interprete, e che fece appena in tempo a terminare prima della morte.

### Morte
Il 21 luglio 1980, Sellers giunse a Londra proveniente da Ginevra. Prese alloggio al Dorchester Hotel, prima di far visita al luogo di sepoltura delle ceneri dei suoi genitori al Golders Green Crematorium. Aveva in programma di partecipare a una cena con gli ex compagni del Goon Show Spike Milligan e Harry Secombe, fissata per la sera del 22 luglio. Il giorno della cena, Sellers pranzò nella sua stanza d'hotel e poco dopo fu colpito da infarto. Venne portato d'urgenza al Middlesex Hospital di Londra, dove spirò pochi minuti dopo la mezzanotte del 24 luglio 1980, all'età di 54 anni.
Dopo il decesso dell'attore, Richard Attenborough disse che Sellers «possedeva un genio comico paragonabile a quello di Chaplin». Burt Kwouk, l'attore che impersonò Cato, il maggiordomo di Clouseau nella serie di film della Pantera Rosa, dichiarò: «Peter Sellers era un attore molto amato in Gran Bretagna... il giorno in cui morì, sembrò che l'intero Paese si fermasse. Dovunque ti trovassi, il fatto che Peter fosse morto sembrò un ombrello che copriva tutto.»

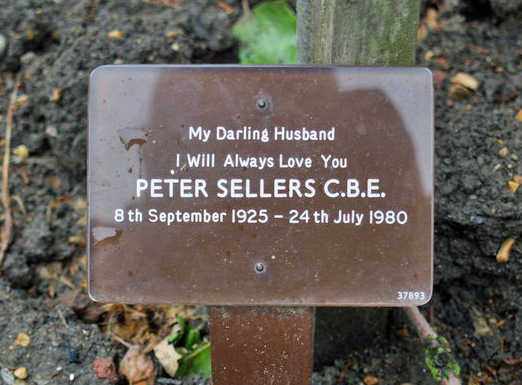
Targa commemorativa al Golders Green Crematorium

Il regista Blake Edwards affermò: «Peter era brillante. Aveva un'enorme facilità a scovare gli aspetti più nascosti e unici dei personaggi che doveva interpretare». Spike Milligan si rivelò troppo sconvolto per rilasciare dichiarazioni alla stampa all'epoca della morte di Sellers, mentre invece Harry Secombe disse: «Sono scioccato. Peter era un artista immenso. Aveva così tanto talento, che esso straboccava da lui»; in aggiunta, con una notevole dose di humour nero, fece riferimento alla cena mancata che i Goons avevano programmato, aggiungendo che Sellers «avrebbe fatto qualsiasi cosa pur di evitare di pagare la cena.»
Una cerimonia funebre privata si tenne il 26 luglio al Golders Green Crematorium. L'ultimo sberleffo di Sellers fu la volontà da lui espressa che venisse suonata la canzone In the Mood di Glenn Miller durante il suo funerale, canzone che notoriamente egli detestava. Secondo il biografo Roger Lewis, l'attore avrebbe detto a suo figlio Michael che quella canzone era «meravigliosamente inappropriata per occasioni solenni.»
Il suo corpo venne cremato e le ceneri interrate al Golders Green Crematorium di Londra. Sebbene sia risaputo che Sellers all'epoca del decesso fosse in procinto di escludere dalle sue volontà testamentarie la quarta moglie Lynne Frederick, ella ereditò 4,5 milioni di sterline, quasi l'intero patrimonio dell'attore, mentre i figli ricevettero 800 sterline ciascuno.
Nel 1982 Blake Edwards cercò di continuare la serie della Pantera Rosa con il film Romance of the Pink Panther e offrì il ruolo dell'Ispettore Clouseau a Dudley Moore, che però rifiutò. Quindi, Edwards fece uscire Sulle orme della Pantera Rosa, composto quasi esclusivamente da scene scartate dai precedenti tre capitoli della serie. Frederick fece causa a regista e produzione, asserendo che l'utilizzo di materiale scartato dai precedenti film era lesiva per l'immagine del defunto marito e una violazione del contratto; la corte le diede ragione e le assegnò 1 milione di dollari a titolo di risarcimento, più il 3,15% dei profitti del film e l'1,36% dei profitti a venire.

## Filmografia

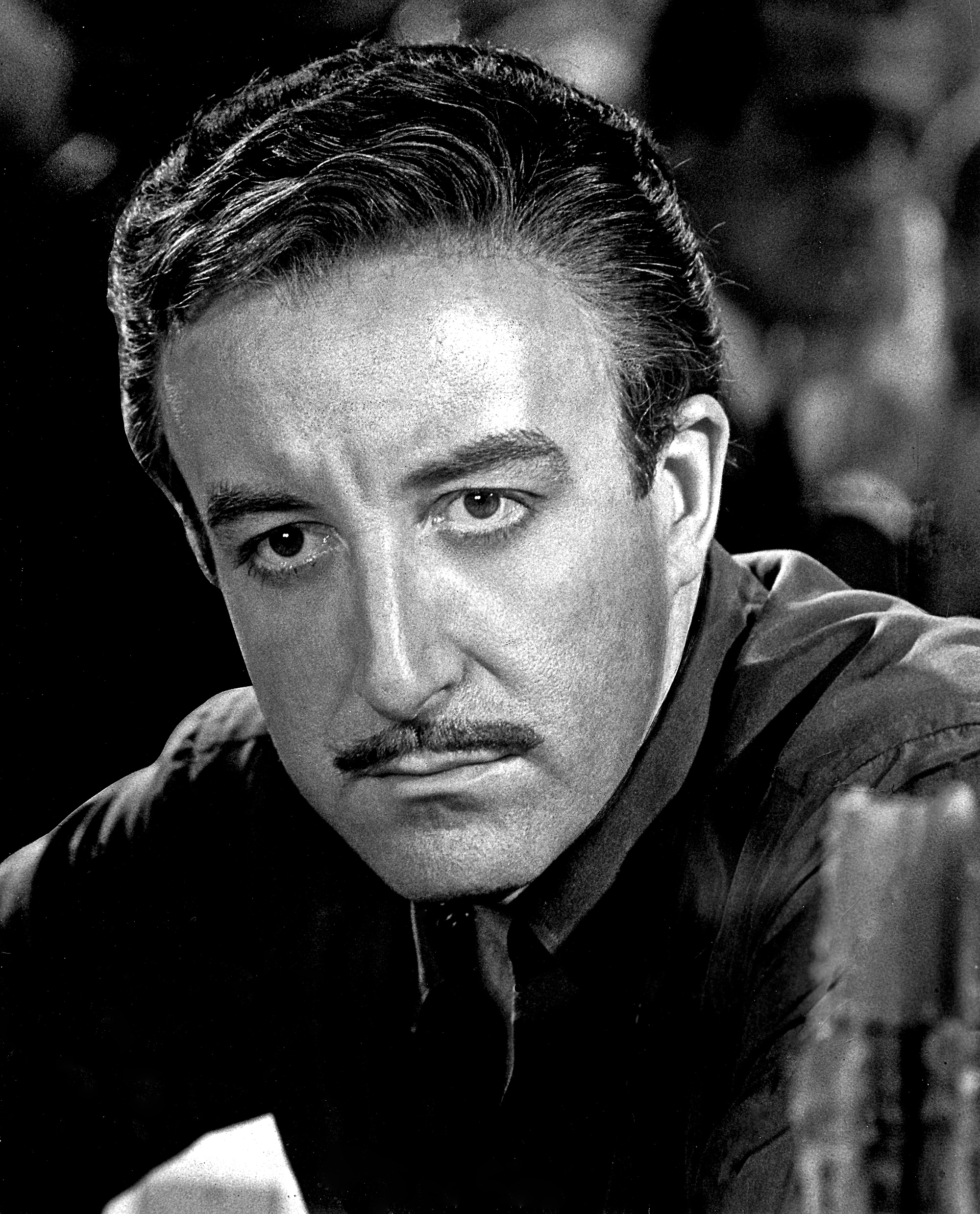
Sellers nel film Caccia alla volpe (1966), di Vittorio De Sica

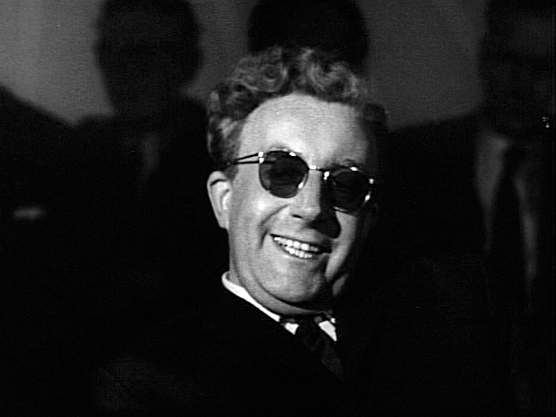
Sellers nel film Il dottor Stranamore - Ovvero: come ho imparato a non preoccuparmi e ad amare la bomba (1964), di Stanley Kubrick

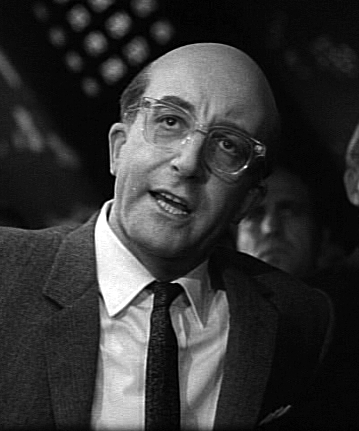
Sellers nel film Il dottor Stranamore - Ovvero: come ho imparato a non preoccuparmi e ad amare la bomba (1964), di Stanley Kubrick

### Attore

#### Lungometraggi
- La rosa nera (The Black Rose), regia di Henry Hathaway (1950) - voce (non accreditato)
- Penny Points to Paradise, regia di Anthony Young (1951)
- Ça c'est du cinéma, regia di Claude Accursi e Raymond Bardonnet (1951) - voce (non accreditato)
- Down Among the Z Men, regia di Maclean Rogers (1952)
- Come Eva... più di Eva (Our Girl Friday), regia di Noel Langley (1953) - voce (non accreditato)
- Orders Are Orders, regia di David Paltenghi (1954)
- John and Julie, regia di William Fairchild (1955)
- La signora omicidi (The Ladykillers), regia di Alexander Mackendrick (1955)
- L'uomo che non è mai esistito (The Man Who Never Was), regia di Ronald Neame (1956) - voce
- La pazza eredità (The Smallest Show on Earth), regia di Basil Dearden (1957)
- La verità... quasi nuda (The Naked Truth), regia di Mario Zampi (1957)
- Up the Creek, regia di Val Guest (1958)
- Le meravigliose avventure di Pollicino (Tom Thumb), regia di George Pal (1958)
- Mister Browne contro l'Inghilterra (Carlton-Browne of the F.O.), regia di Roy Boulting e Jeffrey Dell (1959)
- Il ruggito del topo (The Mouse That Roared), regia di Jack Arnold (1959)
- Nudi alla meta (I'm All Right Jack), regia di John Boulting (1959)
- La battaglia dei sessi (The Battle of the Sexes), regia di Charles Crichton (1959)
- Un alibi (troppo) perfetto (Two Way Stretch), regia di Robert Day (1960)
- I gangsters di Piccadilly (Never Let Go), regia di John Guillermin (1960)
- La miliardaria (The Millionairess), regia di Anthony Asquith (1960)
- Il piacere della disonestà (Mr. Topaze), regia di Peter Sellers (1961)
- Sesso, peccato e castità (Only Two Can Play), regia di Sidney Gilliat (1962)
- Il generale non si arrende (Waltz of the Toreadors), regia di John Guillermin (1962)
- Astronauti per forza (The Road to Hong Kong), regia di Norman Panama (1962) (non accreditato)
- Lolita, regia di Stanley Kubrick (1962)
- The Dock Brief, regia di James Hill (1962)
- Il braccio sbagliato della legge (The Wrong Arm of the Law), regia di Cliff Owen (1963)
- Lassù qualcuno mi attende (Heavens Above!), regia di John Boulting e Roy Boulting (1963)
- La Pantera Rosa (The Pink Panther), regia di Blake Edwards (1963)
- Il dottor Stranamore - Ovvero: come ho imparato a non preoccuparmi e ad amare la bomba (Dr. Strangelove or: How I Learned to Stop Worrying and Love the Bomb), regia di Stanley Kubrick (1964)
- La vita privata di Henry Orient (The World of Henry Orient), regia di George Roy Hill (1964)
- Uno sparo nel buio (A Shot in the Dark), regia di Blake Edwards (1964)
- Ciao Pussycat (What's New Pussycat?), regia di Clive Donner e Richard Talmadge (1965)
- La cassa sbagliata (The Wrong Box), regia di Bryan Forbes (1966)
- Caccia alla volpe, regia di Vittorio De Sica (1966)
- James Bond 007 - Casino Royale (Casino Royale), regia di Val Guest e Ken Hughes (1967)
- Sette volte donna (Woman Times Seven), regia di Vittorio De Sica (1967)
- Il magnifico Bobo (The Bobo), regia di Robert Parrish (1967)
- Hollywood Party (The Party), regia di Blake Edwards (1968)
- Lasciami baciare la farfalla (I Love You, Alice B. Toklas!), regia di Hy Averback (1968)
- Le incredibili avventure del signor Grand col complesso del miliardo e il pallino della truffa (The Magic Christian), regia di Joseph McGrath (1969)
- M'è caduta una ragazza nel piatto (There's a Girl in My Soup), regia di Roy Boulting (1970)
- O ti spogli o ti denuncio (Hoffman), regia di Alvin Rakoff (1970)
- A Day at the Beach, regia di Simon Hesera (1970) (Sellers accreditato con il nome "A. Queen")
- Dimmi, dove ti fa male? (Where Does It Hurt?), regia di Rod Amateau (1972)
- Le avventure di Alice nel Paese delle Meraviglie (Alice's Adventures in Wonderland), regia di William Sterling (1972)
- Ghost in the Noonday Sun, regia di Peter Medak (1973)
- Il bunker (The Blockhouse), regia di Clive Rees (1973)
- Gli ottimisti (The Optimists), regia di Anthony Simmons (1973)
- Soffici letti, dure battaglie (Soft Beds, Hard Battles), regia di Roy Boulting (1974)
- Il grande McGonagall (The Great McGonagall), regia di Joseph McGrath (1975)
- La Pantera Rosa colpisce ancora (The Return of the Pink Panther), regia di Blake Edwards (1975)
- Invito a cena con delitto (Murder by Death), regia di Robert Moore (1976)
- La Pantera Rosa sfida l'ispettore Clouseau (The Pink Panther Strikes Again), regia di Blake Edwards (1976)
- Kingdom of Gifts, regia di Ted Kneeland (1978) - voce
- La vendetta della Pantera Rosa (Revenge of the Pink Panther), regia di Blake Edwards (1978)
- Il prigioniero di Zenda (The Prisoner of Zenda), regia di Richard Quine (1979)
- Oltre il giardino (Being There), regia di Hal Ashby (1979)
- Il diabolico complotto del dottor Fu Manchu (The Fiendish Plot of Dr. Fu Manchu), regia di Piers Haggard (1980)
- Sulle orme della Pantera Rosa (Trail of the Pink Panther), regia di Blake Edwards (1982) - postumo, immagini di archivio

#### Cortometraggi
- Let's Go Crazy, regia di Alan Cullimore (1951)
- The Case of the Mukkinese Battle Horn, regia di Joseph Sterling (1956)
- Dearth of a Salesman, regia di Leslie Arliss (1957)
- Insomnia Is Good for You, regia di Leslie Arliss (1957)
- The Running Jumping & Standing Still Film, regia di Richard Lester e Peter Sellers (non accreditato) (1960)
- Simon, Simon, regia di Graham Stark (1970)

#### Televisione
- Goonreel, regia di Michael Mills (1952) - speciale TV
- Dont's Spare the Horses (1952) - serie TV
- Canto per un altro Natale (Carol for Another Christmas), regia di Joseph L. Mankiewicz (1964) - film TV
- Alice in Wonderland, regia di Jonathan Miller (1966) - film TV
- 'Wiltons' - The Handsomest Hall in Town (1970) - speciale TV

#### Spot pubblicitari
- PG Tips (1955)[44]
- Benson & Hedges (1973)[44]
- Trans World Airlines (1975)[44]
- Barclaycard (1980)[44]

### Regista
- The Running Jumping & Standing Still Film (1959) (non accreditato, co-regia insieme a Richard Lester)
- Il piacere della disonestà (Mr. Topaze) (1961)

## Discografia parziale

### Album
- 1958 - The Best of Sellers (Parlophone – PMD 1069), pubblicato nel Regno Unito, Australia, Nuova Zelanda, Canada e Sud Africa
- 1959 - Songs for Swingin' Sellers (Parlophone – PCS 3003), pubblicato nel Regno Unito, Australia, Nuova Zelanda
- 1960 - Peter and Sophia (con Sophia Loren) (Parlophone – PMC 1131), pubblicato nel Regno Unito, Australia, Nuova Zelanda e Stati Uniti d'America
- 1962 - Bridge on the River Wye (con Spike Milligan, Jonathan Miller, Peter Cook, Peter Rawley e Patricia Ridgway) (Parlophone – PMC 1190), pubblicato nel Regno Unito, Australia, Nuova Zelanda e Canada
- 1963 - Fool Britannia (con Joan Collins e Anthony Newley) (Ember Records – CEL 902), pubblicato nel Regno Unito, Australia, Nuova Zelanda, Sud Africa e Stati Uniti d'America
- 1964 - How to Win an Election (con Harry Secombe e Spike Milligan) (Philips – AL 3464), pubblicato nel Regno Unito, Australia, Nuova Zelanda
- 1969 - The Magic Christian (con Ringo Starr e Terry Southern) (Commonwealth United Records – 1761), pubblicato negli Stati Uniti d'America
- 1974 - He's Innocent of Watergate or Dick's Last Stand (con Spike Milligan) (Decca Records – SKL 5194), pubblicato nel Regno Unito, Australia
- 1975 - Goon Show Classics Vol. 2 (con Harry Secombe e Spike Milligan) (BBC Records and Tapes – REB 213), pubblicato nel Regno Unito, Australia, Stati Uniti d'America e Sud Africa
- 1979 - Sellers Market (United Artists Records – UAG 30266), pubblicato nel Regno Unito, Australia
- 1980 - The Parkinson Interview (BBC Records – REH 402), pubblicato nel Regno Unito, Australia, Stati Uniti d'America e Canada

### Raccolte
- 1981 - The Many Voices of Peter Sellers
- 1983 - The Songs of Sellers
- 1990 - The Peter Sellers Collection
- 1993 - A Celebration of Sellers
- 2010 - Remembering Peter Sellers

### Singoli
- 1952 - Jakka and the Flying Saucers
- 1957 - Any Old Iron
- 1960 - Goodness Gracious Me (con Sophia Loren)
- 1961 - Bangers and Mash (con Sophia Loren)
- 1965 - A Hard Day's Night (canzone dei Beatles recitata come fosse un monologo shakespeariano)

## Riconoscimenti

### Premio Oscar
- 1960 – Candidatura come miglior cortometraggio per The Running Jumping and Standing Still Film
- 1965 – Candidatura come miglior attore protagonista per Il dottor Stranamore - Ovvero: come ho imparato a non preoccuparmi e ad amare la bomba
- 1980 – Candidatura come miglior attore protagonista per Oltre il giardino

### Golden Globe
- 1963 – Candidatura come miglior attore non protagonista per Lolita
- 1965 – Candidatura come miglior attore in un film commedia o musicale per La Pantera Rosa
- 1976 – Candidatura come miglior attore in un film commedia o musicale per La Pantera Rosa colpisce ancora
- 1977 – Candidatura come miglior attore in un film commedia o musicale per La Pantera Rosa sfida l'ispettore Clouseau
- 1980 – Miglior attore in un film commedia o musicale per Oltre il giardino

### BAFTA
- 1960 - Miglior attore protagonista per Nudi alla meta
- 1981 – Candidatura come Miglior attore protagonista per Oltre il giardino

## Doppiatori italiani
Nelle versioni in italiano dei suoi film, Peter Sellers è stato doppiato da:
- Giuseppe Rinaldi in Lolita, Il braccio sbagliato della legge, Lassù qualcuno mi attende, La Pantera Rosa, Il dottor Stranamore - Ovvero: come ho imparato a non preoccuparmi e ad amare la bomba (Capitano Lionel Mandrake), La vita privata di Henry Orient, Uno sparo nel buio, Ciao Pussycat, La cassa sbagliata, Caccia alla volpe, James Bond 007 - Casino Royale, Sette volte donna, Hollywood Party, O ti spogli o ti denuncio, Dimmi, dove ti fa male?, Soffici letti, dure battaglie, La Pantera Rosa colpisce ancora, La Pantera Rosa sfida l'ispettore Clouseau, Il prigioniero di Zenda, Oltre il giardino, Il diabolico complotto del dottor Fu Manchu, Sulle orme della Pantera Rosa
- Oreste Lionello in Il dottor Stranamore - Ovvero: come ho imparato a non preoccuparmi e ad amare la bomba (Dottor Stranamore), Le incredibili avventure del signor Grand col complesso del miliardo e il pallino della truffa, M'è caduta una ragazza nel piatto, Gli ottimisti, Invito a cena con delitto, La vendetta della Pantera Rosa
- Nando Gazzolo in La battaglia dei sessi, La miliardaria, Il piacere della disonestà, Astronauti per forza
- Carlo Romano in Le meravigliose avventure di Pollicino, Il dottor Stranamore - Ovvero: come ho imparato a non preoccuparmi e ad amare la bomba (Presidente Merkin Muffley)
- Pino Locchi in La signora omicidi
- Elio Pandolfi in La verità... quasi nuda
- Enrico Maria Salerno in Il ruggito del topo (Tullio Bascombe)
- Tina Lattanzi in Il ruggito del topo (Granduchessa Gloriana)
- Emilio Cigoli in Il ruggito del topo (Primo ministro)
- Gianrico Tedeschi in I gangsters di Piccadilly
- Stefano Sibaldi in Il generale non si arrende
- Silvio Spaccesi in Le avventure di Alice nel Paese delle Meraviglie